# 甜·祕密
《甜·祕密》是一部由許肇任執導的2012年臺灣電影。本片為許肇任繼金鐘之作《牽紙鷂的手》 、《愛情合約》、《我們結婚吧》後打造之愛情喜劇電影，入選2012年釜山影展、溫哥華影展與2012年金馬國際影展開幕片 。2013年再入選柏林影展、香港國際電影節，同時獲得第50屆金馬獎最佳新導演、最佳新演員與最佳原創電影歌曲 等三項提名。

## 劇情簡介
故事發生在一名少年小揚（黃劭揚飾）的生活周遭，同學們對於戀愛的嘗試與迷惘圍繞著平淡的校園生活，經營印刷店的父親（鍾鎮濤飾）與經營果汁攤的母親（李烈飾）有各自在外的曖昧，小揚的姊姊（李千娜飾）也正為情所困。看在小揚眼裡，愛上一個人如果是件好的事情，就應該開心地去做，直到身邊的親朋好友都有了心靈靠岸的港灣，小揚開始踏上自己的旅程，朝成長的方向前進。

## 演員
| 演員     | 角色   |
| -------- | ------ |
| 鍾鎮濤   | 阿賓   |
| 李烈     | 敏敏   |
| 隋棠     | 小莉   |
| 馬志翔   | 阿祥   |
| 黃劭揚   | 小揚   |
| 巫建和   | 小馬   |
| 温貞菱   | 恬恬   |
| 李千娜   | 小蘭   |
| 張少懷   | 麥可   |
| 北村豐晴 | 北村   |
| 吳中天   | 眼鏡   |
| 舒米恩   | 阿車   |
| 唐國忠   | 趴哥   |
| 吳震亞   | 教練   |
| 游靜欣   | 馬妹   |
| 吳金俊   | 菜鳥仔 |
| 蘇菊妹   | 阿婆   |

特別演出：陸弈靜、林志儒

## 獎項
| 主辦單位     | 獎項             | 受獎者                                                              | 階段／結果 |
| ------------ | ---------------- | ------------------------------------------------------------------- | ---------- |
| 第50屆金馬獎 | 最佳新導演       | 許肇任                                                              | 提名       |
| 第50屆金馬獎 | 最佳新演員       | 黃劭揚                                                              | 提名       |
| 第50屆金馬獎 | 最佳原創電影歌曲 | 《如果情歌都一樣》 詞：隋棠、舒米恩·魯碧 曲：舒米恩·魯碧 唱：鍾鎮濤 | 提名       |

## 外部連結
- 《甜·祕密》的Facebook專頁
- 《甜·祕密》電影官方部落格
- Yahoo奇摩電影上《甜·祕密》的資料（繁體中文）
- MSN娛樂上《甜·祕密》的資料（繁體中文）

- 開眼電影網上《甜·祕密》的資料（繁體中文）
- 香港影庫上《甜·祕密》的資料（繁體中文）
- 时光网上《甜·祕密》的資料（简体中文）
- 豆瓣电影上《甜·祕密》的資料 （简体中文）
- 爛番茄上《甜·祕密》的資料（英文）
- 互联网电影数据库（IMDb）上《甜·祕密》的资料（英文）